# 希望列車
「希望列車」（きぼうれっしゃ）は、日本の女性アイドルグループ・NGT48の楽曲。作詞は秋元康、作曲は藤田卓也が担当した。2025年6月4日にNGT48の11作目のシングルとしてユニバーサル ミュージック ジャパン（EMI Records）から発売された。楽曲のセンターポジションは藤崎未夢、大塚七海が務めた。

## 背景とリリース
前作「一瞬の花火」から約9ヶ月ぶりのシングル。CDのみのType-A、Type-Bおよびエムカード付属のNGT48 Official CD Shop限定盤の3形態で発売。
2025年4月8日に実施されたSHOWROOMの生配信にてシングルの発売と選抜メンバーが発表された。
選抜メンバーは前作と同じく11人。ダブルセンターを藤崎未夢、大塚七海、が務めた。初選抜は4期研究生の木本杏菜、佐藤広花。また、3期生の磯部瑠紅、木本優菜が初の少人数選抜。前作の選抜メンバーのうち卒業した奈良未遥、小越春花のほか、水津菜月、磯崎菜々が選抜から外れた。

## アートワーク
| Type-A                       | 清司麗菜、西潟茉莉奈、佐藤海里、藤崎未夢、大塚七海、木本杏菜、佐藤広花 |
| Type-B                       | 藤崎未夢、大塚七海、磯部瑠紅、北村優羽、木本優菜、杉本萌               |
| NGT48 Official CD Shop限定盤 | 大塚七海、藤崎未夢                                                     |

## ミュージック・ビデオ
希望列車
監督：木村優真、振付：CRE8BOY

## シングル収録トラック

### Type-A
| #         | タイトル                            | 作詞      | 作曲      | 編曲      | 時間  |
| --------- | ----------------------------------- | --------- | --------- | --------- | ----- |
| 1.        | 「希望列車」                        | 秋元康    | 藤田卓也  | 藤田卓也  | 5:26  |
| 2.        | 「思い出をゼロにして」              | 秋元康    | ナスカ    | Stella    | 5:24  |
| 3.        | 「希望列車 Instrumental」           |           | 藤田卓也  | 藤田卓也  | 5:27  |
| 4.        | 「思い出をゼロにして Instrumental」 |           | ナスカ    | Stella    | 5:22  |
| 合計時間: | 合計時間:                           | 合計時間: | 合計時間: | 合計時間: | 21:39 |

### Type-B
| #         | タイトル                  | 作詞      | 作曲      | 編曲      | 時間  |
| --------- | ------------------------- | --------- | --------- | --------- | ----- |
| 1.        | 「希望列車」              | 秋元康    | 藤田卓也  | 藤田卓也  | 5:26  |
| 2.        | 「夕立雲」                | 秋元康    | 板垣祐介  | 板垣祐介  | 4:19  |
| 3.        | 「希望列車 Instrumental」 |           | 藤田卓也  | 藤田卓也  | 5:26  |
| 4.        | 「夕立雲 Instrumental」   |           | 板垣祐介  | 板垣祐介  | 4:19  |
| 合計時間: | 合計時間:                 | 合計時間: | 合計時間: | 合計時間: | 19:30 |

### NGT48 Official CD Shop限定盤
| #         | タイトル                  | 作詞      | 作曲      | 編曲           | 時間  |
| --------- | ------------------------- | --------- | --------- | -------------- | ----- |
| 1.        | 「希望列車」              | 秋元康    | 藤田卓也  | 藤田卓也       | 5:26  |
| 2.        | 「境界線」                | 秋元康    | 大河原昇  | 野中"まさ"雄一 |       |
| 3.        | 「希望列車 Instrumental」 |           | 藤田卓也  | 藤田卓也       | 5:26  |
| 4.        | 「境界線 Instrumental」   |           | 大河原昇  | 野中"まさ"雄一 |       |
| 合計時間: | 合計時間:                 | 合計時間: | 合計時間: | 合計時間:      | 10:52 |

## 選抜メンバー
- 磯部瑠紅
- 大塚七海
- 北村優羽
- 木本杏菜
- 木本優菜
- 佐藤海里
- 佐藤広花
- 杉本萌
- 清司麗菜
- 西潟茉莉奈
- 藤崎未夢